# 보은 법주사 여적암 다층청석탑
보은 법주사 여적암 다층청석탑 (報恩 法住寺 汝寂庵 多層靑石塔)은 충청북도 보은군 속리산면 법주사에 있는 고려시대의 석탑이다. 2009년 3월 6일 충청북도의 유형문화재 제297호로 지정되었다.

## 개요
여적암은 법주사에 속한 암자로 조선 숙종 20년(1694)에 여적당 경수대사가 창건한 후 광무 9년(1901) 당시 주지였던 남응익 대사가 중창하였다. 1950년 6.25로 소실된 뒤 1964년 행담이 중건한 암자이다.
주변에서 출토되는 유물이나 경내에 남아있는 청석탑으로 보아 고려시대에도 사찰이 있었음을 짐작할 수 있다.
여적암다층청석탑은 대석을 포함한 현재 높이 2m로서 지면에 높직한 화강암 석재 2단을 놓아 지대석으로 삼고 그 위에 화강암의 초층 옥신석을 얹었다. 옥신 좌우에는 우주를 목각하였으며, 옥개는 점판암으로 조성한 8매의 방형 지붕동 만을 첩첩이 쌓았다. 12층의 옥개 落水面에는 伏蓮이 조각되어 있고 상륜부에는 화강암으로 조성된 노반과 보륜이 있다.
이 탑과 유사한 탑은 보물 제518호 海印寺 願堂庵多層石塔과 도문화재자료 제56호 忠州 蒼龍寺多層靑石塔 등 8基가 지정되어 있다. 탑의 형태와 연꽃문양과 탑재질(청석)이 같을 뿐만 아니라 크기와 조각수법이 비슷하게 보인다.
규모는 높이 129cm(탑신부 52cm, 상륜부 50cm, 기단부 27cm), 우주석 폭 1단 54cm, 2단 52cm, 3단 47cm, 4단 43cm, 5단 41cm, 6단 39cm, 7단 38cm, 8단 35cm이다.
청석탑은 통일신라말에서 고려시대에 성행했던 특이한 형태의 석탑으로 실제조사된 것은 전국적으로 10기가 넘지 않는다. 그것도 옥개석 몇 장이 남아 있는 경우가 많다. 법주사 汝寂庵多層靑石塔도 조성 양식으로 보아 대략 고려시대에 조성된 것으로 추정된다. 이 석탑은 연꽃 문양이 조각된 갑석형(甲石形)과 옥개석 네 귀퉁이 전각에 풍경공이 있으며 탑신석이 남아 있는 상태로 학술적 가치가 큰 유물이다.

## 참고 자료
- 보은 법주사 여적암 다층청석탑 - 국가유산청 국가유산포털